# ويليام كافاناف أولدهام
ويليام كافاناف أولدهام هو سياسي أمريكي، ولد في 20 مايو 1865 في ريتشموند في الولايات المتحدة، وتوفي في 6 مايو 1938 في أركنساس في الولايات المتحدة. نشط حزبياً في الحزب الديمقراطي. وقد انتخب عضو مجلس نواب أركنساس ‏ وانتخب عضو مجلس ولاية أركنساس ‏ وانتخب حاكم أركنساس ‏ (8 مارس 1913 – 13 مارس 1913).